# Encontro das Nações Indígenas do Xingu
O Encontro de Altamira foi uma conferência de mídia de cinco dias organizada pelo povo Kayapó em um esforço para aumentar a conscientização sobre as atrocidades ecológicas e políticas cometidas pelo governo brasileiro e também pela mineração ilegal de ouro.
Entre 19 e 24 de fevereiro de 1989, mais de 600 índios amazônicos se reuniram na cidade portuária de Altamira, às margens do rio Xingu . O protesto foi organizado pela Coordenação das Organizações Indígenas da Amazônia Brasileira .
O Encontro de Altamira foi o primeiro grande encontro de todos os grupos que foram ameaçados pela criação da Barragem de Belo Monte, originalmente chamada de Barragem de Kararao, mas renomeada na época do encontro. Mais de 500 Kayapó e 100 membros de 40 outras nações indígenas que os Kayapó convidaram para se juntar a eles se reuniram para expressar suas opiniões sobre as barragens e a destruição da floresta. Cinco dias de reuniões, discursos, coletivas de imprensa e performances rituais dos Kayapó foram executados sem grandes problemas.
Grande parte do crédito do evento pertence ao Centro Ecumênico de Documentação e Informação . O evento exigiu lidar com muitas tarefas logísticas que levaram ao sucesso da reunião; isso incluiu o transporte, hospedagem e alimentação de centenas de indígenas enquanto construíam um grande acampamento com abrigos tradicionais Kayapó em um retiro de igreja católica fora da cidade. O transporte para os povos indígenas foi financiado por Anita Roddick, da Body Shop.
Depois de ser apanhado pelo circuito internacional de mídia, o Papa enviou um telegrama e o astro do rock Sting voou para dar uma entrevista coletiva em apoio ao Encontro de Altamira. Outros visitantes e palestrantes incluíram o parlamentar britânico Tam Dalyell e o ambientalista José Lutzemberger. O evento foi um sucesso no curto prazo devido ao grande apoio internacional obtido pela mídia; Equipes de TV de quatro continentes estiveram presentes. Dentro de duas semanas o Banco Mundial anunciou que não concederia o empréstimo destinado à barragem. O Congresso Nacional brasileiro também anunciou planos para conduzir uma investigação formal sobre todo o plano.
No entanto, houve também apoio vociferante para a barragem de organizações e sindicatos locais, para quem o esquema hidrelétrico representava progresso e prosperidade. Após longos atrasos políticos e redesenhos, e uma segunda 'reunião' de povos indígenas em Altamira em maio de 2008, o trabalho na barragem começou em 2011.

## Fotografia célebre no evento
Tuíre com facão no rosto de diretor da Eletronorte é uma fotografia tirada por Protássio Nêne em 1989 na qual Tuíre Kayapó, então com 19 anos, aparece com um facão no rosto de um diretor da Eletronorte durante uma audiência realizada em Altamira, no sul do Pará, para discutir a construção de um complexo de hidrelétricas no rio Xingu, então batizado de Kararaô. A foto se tronou célebre e circulou por todo o mundo e marcou a história do ativismo indígena e do Brasil. A foto é considerada uma imagem poderosa e simbólica na luta pelos direitos ambientais e dos povos indígenas.